# 武藤孝司
武藤 孝司（むとう たかし、1973年6月6日 - ）は、神奈川県川崎市出身の元プロ野球選手（内野手）、野球指導者。

## 経歴
横浜商高では1990年に夏の甲子園に出場し、2回戦の日大東北戦ではランニング本塁打を記録するなど、チームのベスト8進出に貢献した。創価大学で1年秋に首位打者、最多打点で最優秀新人、MVPとなる。盗塁王1回、ベストナイン3回。1995年のドラフトで近鉄に3位指名され、入団。
2年目の1997年、オープン戦で振るわなかったために開幕一軍はならなかったが、開幕8試合目から1番でスタメン出場するようになり、遊撃手のレギュラーとしても定着、大村直之がスタメンに入った後は2・9番併用、8月から再び1番に入る。入団当初「守備はいいがバッティングはいまひとつ」といわれていたにもかかわらず、規定打席に到達し、.282、26盗塁の好成績を残し、さらにはリーグ2位の三塁打7本も記録、同期の岡本晃と共に新人王候補に挙がる活躍を見せた。
1998年は初の開幕一軍・スタメンとなった（千葉ロッテマリーンズ戦）延長でサヨナラ安打を放ち、チームの3年連続開幕戦勝利に貢献、同時に自身初のお立ち台にもあがった。前半戦は1・2・9番を大村直之・水口栄二・武藤で、7月ごろからは大村と共に俊足左打者の1・2番コンビを形成、共にオールスターゲームに出場するも、7月以降は打撃不振に陥る。特に8月の月間打率は.189、9・10月は.184といずれも2割を切る状態で、結局.250でシーズンを終える。また守備でも小坂誠の16に次ぐ15失策を記録しており、後半以降ベテランの吉田剛に遊撃のスタメンを譲る結果となった。
1999年も大村と1・2番を打ったが、6月の初めに月間打率.125の不調や守備でのミスによるファーム行き、ケガの影響で規定打席到達はならなかった。2週間ほどファームでフォームの修正などを行い、7月は月間打率.314、8月は.323と絶好調になり、9月12日の福岡ダイエーホークス戦（大阪ドーム）で、プロ初本塁打を放ち、「やっと出てくれてホッとしました。」とコメントしている（ちなみにこのときは1対2で近鉄が敗れている）。翌年の背番号変更で2000年のシーズンへの期待から6の背番号をもらう。この年私生活で結婚している。武藤が後半になって盛り返した反面、前年とは逆に今度は大村が不振になった。
2000年は自身初の開幕戦リードオフマン「1番・二塁手」で起用されたものの、4月は.245だった。打順も9番に下がりがちになったが、その後はほかの選手がシーズンを通してもしくはシーズン途中で失速して不振になる中、下位打線（基本は9番。6番の礒部公一が顔面死球で離脱し、的山哲也が入った期間以降は基本8番）で安定した打撃をみせ、例年のように夏ごろから上位打線での起用が多くなり、5月から10月の月間打率は3割を超えた。7月8日のオリックス・ブルーウェーブ戦で、プロ入り2本目にして最後の本塁打をグリーンスタジアム神戸で、推定飛距離115mで右翼席中段に届く本塁打を放った（このときも4対3で敗れている）。これには武藤自身も「（試合前の）バッティング練習でもあんなに飛んだことはありません」と驚きのコメントを残した。8月に太ももの違和感による離脱で打席数が不足し、一時打撃ランキングから姿を消したものの、規定打席に到達し、打撃成績ベスト10中7位の打率.311、20盗塁（打率、盗塁数ともにチーム内トップ）、得点圏打率.370を記録したほか、セカンドのベストナイン得票数が大島公一についで42票の第2位など自己最高の成績を残した。但し、8月の併殺プレーの際に野手と交錯、右肩甲下筋を損傷してしまい、8月9日以降は遊撃ではなく二塁やDHとして出場し、8月8日を最後に引退まで本職である遊撃手での出場はなかった。当初、次のシーズンに間に合うか微妙だったため手術を迷っていたが、術後3か月で完治し、開幕に間に合うと復帰の見通しが立った事、球団の勧めもあり、シーズンオフの11月に右肩を縫合手術した。

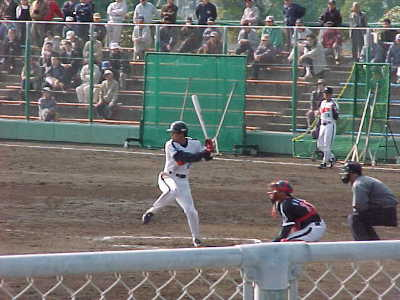
バッターボックス上の武藤（1999年　日向）

ところが、2001年は2月の下旬からティー練習を再開するも、当初のリハビリ計画で予定されていた3月ごろからのキャッチボールは到底できる状態ではなく、開幕どころか前半戦が絶望的となった。その後6月30日に二軍の阪神タイガース戦で復帰（初打席は遊ゴロ）、7月11日の広島東洋カープ戦では復帰初スタメンで横松寿一から本塁打を打つなど、順調な滑り出しを見せたが、一軍出場はなかった（7月の前半戦終了後に吉岡雄二とともに一軍に合流しているが、今度は足を怪我したようで、その後登録されたのは吉岡だけだった）。
2002年は5月8日に2年ぶりに一軍に昇格、14日に2年ぶりの安打を放ったが、6月8日には再び二軍落ちし、9月27日まで昇格はなかった。10月5日の日本ハム28回戦（東京ドーム）で9回に適時打を放ち、これが一軍での最後の打点になった。結局5月、9月、10月に18試合、そのほとんどが代打としての出場で、スタメンは5月の3試合の出場にとどまった。ウエスタン・リーグで盗塁王を獲得している。
肩が完治した2003年も一軍出場はなく、当時機動力をもつ選手の不足に悩んでいた横浜とのトレード（門倉健、宇高伸次⇔福盛和男、矢野英司）の追加要員の可能性が出たが結局移籍せずシーズンオフには戦力外通告を受け、その後スカウトへの転身が発表された。
2004年は近鉄で、2005年はオリックス・バファローズで、2006年からは東北楽天ゴールデンイーグルスでスカウトを務めていたが、2012年11月30日に退団が発表された。楽天スカウト時代は渡辺直人を発掘した。
2013年12月30日、プロ野球独立リーグである四国アイランドリーグplusに所属する徳島インディゴソックスの守備走塁コーチに就任することが発表された。2015年12月3日に徳島のコーチ退任とサンディエゴ・パドレスの日本担当スカウト就任が発表された。2017年1月30日に愛媛マンダリンパイレーツのコーチに就任。2シーズン務めた後、2018年12月18日に契約満了による退任が発表された。
2019年からはHonda鈴鹿硬式野球部のコーチに就任。現役時代を通じて初めて社会人野球の舞台へと足を踏み入れた。
2021年1月22日、愛媛マンダリンパイレーツに野手コーチとして3シーズンぶりに復帰することが発表された。3シーズン務め、2023年シーズン終了後の11月22日に同年での契約満了による退任が発表された。12月25日にはベースボール・チャレンジ・リーグ（ルートインBCリーグ）・神奈川フューチャードリームスのヘッドコーチに就任することが発表された。背番号は愛媛時代と同じ76。2024年シーズン終了後の10月18日、来シーズンの監督に就任することが発表された。

## プレースタイル・人物

### 打撃・守備・走塁
公式戦での初本塁打は1223打席目であり、長打力が低かった。反面巧打力が高く、テレビ番組の企画では、時速180キロのスピードボールを弾き返すなど、ミート力には定評があった。
走力は入団時から定評があり、1996年5月15日から1998年6月30日まで歴代5位となる706打席連続無併殺を記録していた。俊足の一方で、盗塁技術の向上を課題に挙げられており、レギュラーとして出場していた4年間（1997年 - 2000年）で、盗塁成功率は最高で97年の.702である。
右肩の故障が引退の要因になったものの、大学時代は俊足と共に強肩と送球の正確さには定評があった。実際にレギュラー獲得後も、「肩が強いから取れば安心」と評価されていた。

### 人物・その他
2000年の契約更改の際にはチーム一の打率.311を引き合いに最低6000万円を希望したのに対し球団は2年連続最下位のチーム事情や「守備走塁面でのマイナスがある」と武藤本人の問題点を挙げ、下交渉で4800万円を提示した。武藤はこの時点で越年宣言した上で、「近鉄には縁がないのかも。近鉄にはバラ色の更改はない。だからいい選手の流出につながっている。」とフロントを批判した。これに対して球団管理部次長の藤瀬史朗も「いやならFAで出て行ったらいい」と発言した。
12月6日に行われた1回目の交渉では、球団側が通常の倍の1時間の更改時間を用意したものの、わずか15分で決裂。このとき自身の性格について「感情的になってしまう」と語った。21日に3回目の交渉で保留し、球団初の越年者となった。
年が明けて1月10日に行われた5回目の交渉も決裂し、管理部長の足高が「更改が完了していない選手はキャンプ参加を自費でも認めない」と発言した。6回目の交渉が決裂した場合、この旨を伝える方針だったが、コミッショナー事務局から「保留権の乱用。契約の強制に当たる」との見解を受けるなど物議を醸し、球団側は発言を撤回した。2000年の近鉄選手の契約更改は越年者が武藤を含めて5人（柴田佳主也、大村直之、吉岡雄二、門倉健）という異常事態になっていたが、5人のうちでも武藤は特に球団と対立を深めていた。結局、最後のキャンプイン直前、1月16日に6回目の交渉で5000万円プラス出来高払いでサインした。
一方、一軍出場ゼロに終わった翌2001年の更改では、「大幅減額を覚悟していた」という武藤に対し、シーズンを棒に振った原因である肩の手術を球団が勧めた経緯から、球団としては異例の公傷を認める形で400万円減の4600万円で更改した（1回の交渉でサイン）。
応援歌は1996年にオリックス・ブルーウェーブへ移籍した大島公一のものを受け継いだ。
趣味は選手名鑑にて「音楽鑑賞」と書かれていた。

## 詳細情報

### 年度別打撃成績
| 年 度     | 球 団     | 試 合 | 打 席 | 打 数 | 得 点 | 安 打 | 二 塁 打 | 三 塁 打 | 本 塁 打 | 塁 打 | 打 点 | 盗 塁 | 盗 塁 死 | 犠 打 | 犠 飛 | 四 球 | 敬 遠 | 死 球 | 三 振 | 併 殺 打 | 打 率 | 出 塁 率 | 長 打 率 | O P S |
| --------- | --------- | ----- | ----- | ----- | ----- | ----- | -------- | -------- | -------- | ----- | ----- | ----- | -------- | ----- | ----- | ----- | ----- | ----- | ----- | -------- | ----- | -------- | -------- | ----- |
| 1996      | 近鉄      | 14    | 20    | 17    | 2     | 4     | 0        | 0        | 0        | 4     | 1     | 1     | 1        | 1     | 0     | 2     | 0     | 0     | 3     | 0        | .235  | .316     | .235     | .551  |
| 1997      | 近鉄      | 119   | 447   | 390   | 55    | 110   | 13       | 7        | 0        | 137   | 29    | 26    | 11       | 29    | 2     | 25    | 0     | 1     | 54    | 0        | .282  | .325     | .351     | .676  |
| 1998      | 近鉄      | 127   | 470   | 392   | 53    | 98    | 20       | 3        | 0        | 124   | 32    | 16    | 9        | 38    | 2     | 34    | 0     | 4     | 36    | 1        | .250  | .315     | .316     | .631  |
| 1999      | 近鉄      | 100   | 332   | 279   | 34    | 78    | 6        | 3        | 1        | 93    | 19    | 7     | 6        | 25    | 1     | 25    | 0     | 2     | 24    | 3        | .280  | .342     | .333     | .675  |
| 2000      | 近鉄      | 119   | 436   | 366   | 62    | 114   | 20       | 6        | 1        | 149   | 41    | 20    | 9        | 15    | 3     | 46    | 0     | 6     | 31    | 3        | .311  | .394     | .407     | .801  |
| 2002      | 近鉄      | 18    | 23    | 21    | 1     | 4     | 0        | 0        | 0        | 4     | 1     | 1     | 0        | 2     | 0     | 0     | 0     | 0     | 2     | 0        | .190  | .190     | .190     | .380  |
| 通算：6年 | 通算：6年 | 497   | 1728  | 1465  | 207   | 408   | 59       | 19       | 2        | 511   | 123   | 71    | 36       | 110   | 8     | 132   | 0     | 13    | 150   | 7        | .278  | .342     | .349     | .691  |

### 記録

#### 初記録
- 初出場：1996年5月15日、対オリックス・ブルーウェーブ8回戦（富山市民球場アルペンスタジアム）、9回表に光山英和の代打として出場
- 初先発出場：1996年8月24日、対オリックス・ブルーウェーブ23回戦（ナゴヤ球場）、9番・遊撃手として先発出場
- 初安打：同上、3回裏に豊田次郎から
- 初打点：1996年9月8日、対西武ライオンズ22回戦（藤井寺球場）、8回裏に石井貴から左前適時打
- 初盗塁：同上、8回裏に二盗（投手：石井貴、捕手：髙木大成）
- 初本塁打：1999年9月12日、対福岡ダイエーホークス25回戦（大阪ドーム）、4回裏に永井智浩から右越ソロ

#### その他の記録
- オールスターゲーム出場：1回（1998年）

### 背番号
- 48（1996年 - 1999年、2014年 - 2015年）
- 6（2000年 - 2003年）
- 43（2017年 - 2018年）
- 76（2021年 - ）

### 登場曲
- ゴダイゴ「銀河鉄道999」（2000年）